# 紫玛街道
紫玛街道，是中华人民共和国云南省丽江市宁蒗彝族自治县下辖的一个乡镇级行政单位。
2021年3月18日，撤销大兴镇，设立大兴街道和紫玛街道。

## 行政区划
紫玛街道下辖以下地区：
安乐社区、红旗社区、官地坝社区、岔河社区、清泉社区、硝水坪村、白牛厂村、羊窝子村。